# Jenštejn
Jenštejn település Csehországban, a Kelet-prágai járásban. Jenštejn Radonice, Dřevčice, Podolanka, Svémyslice és Prága településekkel határos. Lakosainak száma 1475 fő (2024. január 1.).

## Népesség
A település lakosságának változását az alábbi diagram mutatja:
| Lakosok száma | 479  | 496  | 476  | 402  | 424  | 508  | 1189 | 1247 | 1360 | 1475 |
|               | 1869 | 1890 | 1921 | 1950 | 1980 | 2001 | 2017 | 2019 | 2022 | 2024 |